# Legend of Crystania (OVA)
Legend of Crystania (jap. レジェンド・オブ・クリスタニア, Rejendo obu Kurisutania) ist ein japanischer Anime in OVA-Form aus dem Jahr 1996. Er gehört zur von Ryō Mizuno erdachten Record-of-Lodoss-War-Saga und ist chronologisch nach dem gleichnamigen Film anzusiedeln. Der Anime erzählt von den Abenteuern der Dunkelelfe Pirotess und des Prinzen Raydon, die sich auf dem verbotenen Götterkontinent Crystania einer ganzen Reihe von Feinden erwehren müssen.

## Inhalt
Während sich die Welt von Crystania von den vergangenen Kriegen erholt, versuchen die Dunkelelfe Pirotess und Prinz Raydon, sich in ihrer neuen Umgebung einzuleben. Doch bald tritt der alte Konflikt wieder zutage und schafft neues Chaos.

## Produktion und Veröffentlichung
1996 produzierte Triangle Staff unter der Regie von Ryutaro Nakamura die dreiteile OVA. Das Charakterdesign stammt von Katsumi Matsuda und Yoshinori Takaraya und die künstlerische Leitung übernahm Hidetoshi Kaneko. Die erste Folge wurde im November 1996 veröffentlicht, die anderen beiden folgten 1997, jede hat eine Länge von etwa 55 Minuten.
Die OVA wurde auf Englisch von The Anime Network ausgestrahlt und erschien bei ADV Films und Madman Entertainment. Der Anime wurde außerdem ins Französische und Italienische übersetzt. Eine deutsche Fassung erschien bei Anime-Virtual.

## Synchronisation
| Rolle     | Japanischer Sprecher (Seiyū) |
| --------- | ---------------------------- |
| Reydon    | Hikaru Midorikawa            |
| Adelishia | Mitsuki Yayoi                |

## Rezeption
Der Anime sei nett animiert, das Charakterdesign werde aber oft als grob und einfach kritisiert, schreibt Daniel Huddleston in der Animerica. Die Kampfszenen seien gut in Szene gesetzt und so bieten die drei Folgen einen zufriedenstellenden Abschluss der Handlung, die der vorhergehende Film begonnen hatte. Laut Karsten Schubert vom Anime no Tomodachi zeigt die OVA eine ähnliche Qualität der Zeichnungen wie  der Film, jedoch ohne dessen zeitweise Mängel. Die Animation wäre einfacher, insgesamt aber in Ordnung. Die Hintergrundmusik wäre weitestgehend die des Films, die wenigen dazugekommenen Stücke jedoch gut. Die Handlung biete eine Ergänzung zum Film und Erklärungen, die im Film zu kurz kamen.